# Dézsy Szabó Gábor
Dézsy Szabó Gábor (Szolnok, 1959. június 10. –) magyar színész, a Budapesti Operettszínház tagja.

## Életpályája
1983-ban végzett a Színház- és Filmművészeti Egyetemen, Kazán István osztályában. 1983–1984-ben a kecskeméti Katona József Színház, 1984–2001 között a Miskolci Nemzeti Színház, majd 2001-től a Budapesti Operettszínház tagja. 2013-ban ő Goofy kutya új magyar hangja a Mickey Egér, a Mickey Egér Játszótere és a Mickey És Az Autóversenyzők sorozatban.

## Fontosabb színházi szerepei
- Marica grófnő (Kudelka)
- Mária főhadnagy (Krantz doktor)
- Lili bárónő (Becsey)
- Dr. Bőregér (Frosch)
- Menyasszonytánc (Bárány)
- Mozart! (Arco gróf)
- Rudolf (Willigut)
- A víg özvegy (Kromov, Bogdanovics)
- Abigél (Suba, a pedellus)
- Szentivánéji álom (Ösztövér)
- Hegedűs a háztetőn (Tevje)
- A mosoly országa (Lichtenfels gróf)
- Nine (Guido apja / Fausto)
- A mosoly országa (Lichtenfels gróf, táborszernagy)
- La Mancha lovagja (Kormányzó / Fogadós)
- Carousel – Liliom (David Bascombe)
- Csárdáskirálynő (Leopold Mária Lippert Weilersheim herceg)
- Tévedések vígjátéka (Égeon)
- Dorian Gray (Mr. Isaacs)
- A kék madár (Idős Tytyl, Tyl apó)
- A chicagói hercegnő (Mr. Benjámin Lloyd (amerikai milliárdos))
- Lady Budapest (Csepege)
- Sybill (Borcsakov)
- Szép nyári nap (Kovács (Panni néni elvált férje))
- Luxemburg grófja (Sir Basil (Ugaranda kormányzója))
- West Side Story (Schrank)
- Elisabeth (Lucheni)
- Jekyll és Hide (Sir Denvers Carew)

## Filmes és televíziós szerepei
- Te rongyos élet (1984)
- Szökés (1997)
- Jóban rosszban (2006-2008) ...Korpás Géza
- Hacktion: Újratöltve (2013) ...Radics
- Ízig-vérig (2019) ...Kálmán

## Szinkronszerepei
- Volt egyszer egy studio ...Goofy Bill Farmer

## Szinkron
- League of legends – Garen